# Margerie-Hancourt
Margerie-Hancourt és un municipi francès, situat al departament del Marne i a la regió del Gran Est. L'any 2007 tenia 206 habitants.

## Demografia

### Població
El 2007 la població de fet de Margerie-Hancourt era de 206 persones. Hi havia 84 famílies, de les quals 28 eren unipersonals (24 homes vivint sols i 4 dones vivint soles), 16 parelles sense fills, 32 parelles amb fills i 8 famílies monoparentals amb fills.
La població ha evolucionat segons el següent gràfic:
Habitants censats

### Habitatges
El 2007 hi havia 104 habitatges, 91 eren l'habitatge principal de la família, 10 eren segones residències i 3 estaven desocupats. 93 eren cases i 10 eren apartaments. Dels 91 habitatges principals, 74 estaven ocupats pels seus propietaris, 15 estaven llogats i ocupats pels llogaters i 2 estaven cedits a títol gratuït; 3 tenien una cambra, 4 en tenien dues, 11 en tenien tres, 22 en tenien quatre i 51 en tenien cinc o més. 81 habitatges disposaven pel capbaix d'una plaça de pàrquing. A 44 habitatges hi havia un automòbil i a 41 n'hi havia dos o més.

### Piràmide de població
La piràmide de població per edats i sexe el 2009 era:
| Homes | Edats   | Dones |
| ----- | ------- | ----- |
| 0     | 95 o +  | 0     |
| 4     | 90 a 94 | 0     |
| 0     | 85 a 89 | 8     |
| 0     | 80 a 84 | 4     |
| 0     | 75 a 79 | 0     |
| 8     | 70 a 74 | 8     |
| 4     | 65 a 69 | 4     |
| 12    | 60 a 64 | 4     |
| 4     | 55 a 59 | 4     |
| 8     | 50 a 54 | 0     |
| 24    | 45 a 49 | 24    |
| 4     | 40 a 44 | 0     |
| 8     | 35 a 39 | 8     |
| 8     | 30 a 34 | 4     |
| 4     | 25 a 29 | 8     |
| 12    | 20 a 24 | 0     |
| 8     | 15 a 19 | 4     |
| 0     | 10 a 14 | 0     |
| 0     | 5 a 9   | 4     |
| 8     | 0 a 4   | 12    |

## Economia
El 2007 la població en edat de treballar era de 131 persones, 92 eren actives i 39 eren inactives. De les 92 persones actives 87 estaven ocupades (57 homes i 30 dones) i 5 estaven aturades (2 homes i 3 dones). De les 39 persones inactives 11 estaven jubilades, 9 estaven estudiant i 19 estaven classificades com a «altres inactius».

### Ingressos
El 2009 a Margerie-Hancourt hi havia 86 unitats fiscals que integraven 198 persones, la mediana anual d'ingressos fiscals per persona era de 18.892,5 €.

### Activitats econòmiques
Dels 15 establiments que hi havia el 2007, 4 eren d'empreses de construcció, 2 d'empreses de comerç i reparació d'automòbils, 3 d'empreses de transport, 2 d'empreses d'hostatgeria i restauració, 3 d'empreses immobiliàries i 1 d'una empresa de serveis.
Dels 4 establiments de servei als particulars que hi havia el 2009, 2 eren fusteries, 1 lampisteria i 1 restaurant.
L'any 2000 a Margerie-Hancourt hi havia 16 explotacions agrícoles que ocupaven un total de 1.287 hectàrees.

## Poblacions més properes
El següent diagrama mostra les poblacions més properes.